# Październik 2018

## 31 października
- W Indiach została odsłonięta Statua Jedności, najwyższy na świecie pomnik. Monument o wysokości 182 m przedstawia Vallabhbhai Jhaverbhai Patela, polityka z okresu indyjskiej walki o niepodległość[1].
- 25 osób zginęło w katastrofie śmigłowca afgańskiej armii, który rozbił w prowincji Farah na zachodzie kraju[2].

## 29 października
- Katastrofa lotu Lion Air 610: niedaleko Dżakarty rozbił się samolot pasażerski Boeing 737 MAX należący do indonezyjskich tanich linii lotniczych Lion Air[3][4].

## 28 października
- Drugą turę brazylijskich wybory prezydenckich wygrał (z 55,2% głosów) Jair Bolsonaro, skrajnie prawicowy kandydat, nazywany „Tropikalnym Trumpem”[5]
- W Gruzji odbyła się I tura wyborów prezydenckich. O urząd walczyło 25 kandydatów[6].
- IBM zgodził się przejąć Red Hat Inc. – firmę informatyczną oferującą własną dystrybucję systemu operacyjnego Linux: Red Hat Enterprise Linux – za 33,4 mld dolarów amerykańskich (190 dolarów za akcję, 63% drożej od kursu z piątku)[7].
- Ukrainka Elina Switolina triumfowała w turnieju WTA Finals, zamykającym sezon kobiecych rozgrywek tenisowych w 2018[8].
- Zakończyły się, rozgrywane w Budapeszcie, mistrzostwa świata w zapasach[9].

## 27 października
- 11 osób zginęło, a 6 zostało rannych w strzelaninie w synagodze w Pittsburghu[10].

## 26 października
- Odbyły się wybory prezydenckie w Irlandii.

## 25 października
- Parlament Europejski przyznał  Ołehowi Sencowowi, ukraińskiemu reżyserowi i aktywiście, Nagrodę im. Sacharowa za wolność myśli za rok 2018[11].
- Sahle-Work Zewde została, jako pierwsza kobieta w historii, wybrana na prezydenta Etiopii[12].

## 23 października
- Nguyễn Phú Trọng objął urząd prezydenta Wietnamu. Wybrany w tajnym głosowaniu parlamentarnym, pozostał sekretarzem generalnym Komunistycznej Partii Wietnamu[13].

## 21 października
- 18 osób zginęło, a 190 zostało rannych w katastrofie kolejowej na północnym wschodzie Tajwanu[14].
- W Polsce odbyła się I tura wyborów samorządowych[15]. Frekwencja wyniosła 54,96%, wydano 16 552 627 kart do głosowania[16].

## 20 października
- Z Gujańskiego Centrum Kosmicznego koło Kourou europejska rakieta nośna Ariane 5 wyniosła wspólną sondę Europejskiej Agencji Kosmicznej (ESA) oraz Japońskiej Agencji Eksploracji Aerokosmicznej – BepiColombo – mającą za cel badanie Merkurego[17][18].
- 55 osób zginęło w zamieszkach na tle religijnym w położonym na północy Nigerii stanie Kaduna. Starcia między muzułmanami a chrześcijanami miały rozpocząć się na targu w Kasuwan Magani; w mieście tym wprowadzono całodobową godzinę policyjną[19][20].
- Saudyjska Agencja Prasowa po ponad dwóch tygodniach zaprzeczań przyznała, że opozycyjny wobec władz w Rijadzie dziennikarz Dżamal Chaszukdżi został zabity w saudyjskim konsulacie w Stambule. Tureckie władze wciąż oskarżały Saudyjczyków o morderstwo Chaszukdżiego i ukrycie jego zwłok[21].
- W rozgrywanych w Japonii mistrzostwach świata w piłce siatkowej kobiet triumfowała reprezentacja Serbii[22].

## 19 października
- Trybunał Sprawiedliwości Unii Europejskiej, w postanowieniu zabezpieczającym na czas postępowania, zawiesił wprowadzone w Polsce przez Prawo i Sprawiedliwość przepisy dotyczące przechodzenia w stan spoczynku sędziów polskiego Sądu Najwyższego, którzy ukończyli 65 lat i przywrócenie do pracy sędziów przesuniętych już w stan spoczynku[23][24].
- Niedaleko miasta Amritsar w stanie Pendżab w północno-zachodnich Indiach pociąg wjechał w tłum ludzi zgromadzonych na festiwalu z okazji święta Dasara, zabijając co najmniej 61 osób i raniąc kolejne dziesiątki[25][26].

## 18 października
- Zakończyły się, rozgrywane w Buenos Aires, igrzyska olimpijskie młodzieży[27].

## 17 października
- Strzelanina w Kerczu na Krymie, w której zginęło 20 osób, a ponad 60 zostało rannych[28].

## 16 października
- Co najmniej siedem osób zginęło, a ponad 80 zostało rannych w wypadku pociągu w pobliżu Rabatu w Maroku[29].

## 14 października
- 22 osoby zginęły, a 13 zostało rannych w wypadku w Izmirze na zachodzie Turcji. Ciężarówka przewożąca migrantów spadła z mostu[30].

## 13 października
- 16 osób zginęło w wyniku wybuchu rurociągu naftowego w południowo-wschodniej Nigerii. Eksplozja prawdopodobnie została spowodowana przez złodziei ropy naftowej, którzy uszkodzili ropociąg, by przechwycić płynące nim paliwo[31].

## 12 października
- Co najmniej 34 osoby zginęły po osunięciu się ziemi w Ugandzie, we wschodniej Afryce. Zwały błota zeszły na budynki mieszkalne[32].
- Co najmniej 21 osób nie żyje po tym, jak indonezyjską wyspę Sumatra nawiedziła seria błyskawicznych powodzi i osunięć ziemi[33].

## 11 października
- Wskutek awarii jednego z silników rakiety Sojuz nastąpiło przerwanie misji statku Sojuz MS-10 do Międzynarodowej Stacji Kosmicznej. Kapsuła z dwoma kosmonautami wróciła na Ziemię po trajektorii balistycznej, przez co znajdujący się na pokładzie Rosjanin Aleksiej Owczinin i Amerykanin Nick Hague byli narażeni na duże przeciążenie i wysoką temperaturę. Załoga wylądowała i została podjęta przez zespół ratunkowy 20 km od kazachskiego miasta Żezkazgan[34][35].
- 13 pasażerów mikrobusu zginęło w wyniku zderzenia czołowego z ciężarówką w obwodzie czeboksarskim w Czuwaszji, w europejskiej części Rosji[36].

## 10 października
- Co najmniej 50 osób zginęło w wypadku autobusu w Kericho, na zachodzie Kenii[37].
- W wyniku ulewnych opadów deszczu i powodzi błyskawicznych na Majorce zginęło 13 osób[38].

## 8 października
- Paul Romer i William Nordhaus zostali odznaczeni przez Komitet Noblowski Nagrodą Banku Szwecji im. Alfreda Nobla w dziedzinie ekonomii za włączenie zmian klimatu i innowacji technologicznych do długookresowych analiz makro-ekonomicznych[39][40].

## 7 października
- W Brazylii odbyły się c. Ponadto wybierano wszystkich 513 członków Izby Deputowanych, dwie trzecie z 81 senatorów i gubernatorów oraz członków legislatur wszystkich 27 stanów[41].

## 6 października
- Na Łotwie odbyły się wybory parlamentarne. Najwięcej głosów, prawie 20%, zdobyła prorosyjska Socjaldemokratyczna Partia „Zgoda” i wygrała po raz trzeci z rzędu od 2011 roku. Drugie miejsce zajęła populistyczna partia Do kogo należy państwo? (KPV LV), a trzecie Nowa Partia Konserwatywna[42].
- Co najmniej 50 osób zginęło, a ponad 100 doznało poparzeń po kolizji cysterny i autobusu na zachodzie Demokratycznej Republiki Konga. Gdy lokalni mieszkańcy próbowali zebrać wyciekające paliwo, doszło do pożaru[43].
- 20 osób zginęło w wypadku przedłużanej limuzyny w miejscowości Schoharie w stanie Nowy Jork[44].

## 5 października
- Norweski Komitet Noblowski odznaczył Denisa Mukwege oraz Nadię Murad Pokojową Nagrodą Nobla za wysiłki mające na celu zaprzestanie używania przemocy seksualnej jako narzędzia wojny i konfliktów zbrojnych[45][46].
- 13 osób zginęło w zderzeniu mikrobusu z autobusem w pobliżu miejscowości Niekrasowo koło Tweru w Rosji[47].

## 3 października
- Laureatami Nagrody Nobla w dziedzinie chemii za rok 2018 zostali Frances Arnold za sterowaną ewolucję enzymów oraz George P. Smith i Gregory P. Winter za zastosowanie metody prezentacji fagowej do peptydów i przeciwciał[48][49][50].
- Zmarł major Wacław Sikorski[51].

## 2 października
- Prezydent Francji Emmanuel Macron przyjął dymisję ministra spraw wewnętrznych Gérarda Collomba[52][53].
- Arthur Ashkin, Gérard Mourou i Donna Strickland zostali laureatami Nagrody Nobla w dziedzinie fizyki za rok 2018 przyznanej za przełomowe wynalazki w dziedzinie fizyki laserowej[54][55].
- Saudyjski dziennikarz Dżamal Chaszukdżi zaginął po wejściu do saudyjskiego konsulatu w Stambule. Według doniesień medialnych turecka policja dysponuje dowodami, że dziennikarz został na terenie konsulatu zamordowany[56][57]

## 1 października
- James P. Allison i Tasuku Honjo zostali laureatami Nagrody Nobla w dziedzinie fizjologii lub medycyny za rok 2018 przyznanej za odkrycie terapii przeciwnowotworowej poprzez hamowanie negatywnej regulacji immunologicznej[58][59]